# Чунаки
Чунаки — село в составе Майского сельсовета Малосердобинского района Пензенской области России.

## География
Село находится на речке Чунаки в 8 километрах от центра сельсовета.

## История
Село основано пахотными солдатами города Петровска на их землях между 1730 и 1742 годами.
В 1767 году упоминается «новопоселенное сельцо Чунаки» с 50 крестьянскими дворами, «поселенных из разных приходов города Петровска». В том же году в селе построена деревянная церковь во имя иконы Казанской Богородицы, освящённый в 1772 году (сгорел в апреле 1780 года).
В 1795 году село описывается как общего владения пахотных солдат на 115 дворов на площади 112 десятин (71 двор – пахотные солдаты, 6 – черносошные крестьяне, 38 – однодворцы), пашни – 1885 десятин, сенных покосов – 1402, лесу – 2436, весь надел – 6265 десятин. Согласно другому источнику село Богородское, Чунаки тож, казённых крестьян, 115 дворов, 389 ревизских душ.
В 1810 году в селе открылась каменная церковь во имя иконы Казанской Богородицы.
В 1835 году в селе было 260 дворов, 661 ревизская душа.
В XIX веке село относилось к Старославкинской волости, в нём имелась почтовая станция.
В 1877 году в селе имелось 288 дворов, церковь, молитвенный дом, почтовая станция, 4 лавки, 2 постоялых двора, ярмарка, базар по четвергам.
В 1882 году в Чунаках открылось земское училище.
В январе 1921 года село числилось в составе Старославкинской волости Петровского уезда.
С 1928 года — в составе Петровского района.
В 1930 году в селе образован колхоз имени 12-летия Октября.
С 1970 года – в Малосердобинском районе.
В 1955 году село является центром сельсовета Даниловского района, в нём располагается центральная усадьба колхоза имени Микояна.
Впоследствии, до 1992 года в селе находилась центральная усадьба колхоза имени XXIV съезда КПСС.
В 1988 году в селе была построена школа на 192 учащихся.

## Демография
| 1762  | 1795  | 1835  | 1859  | 1884  | 1897  | 1902  |
| ----- | ----- | ----- | ----- | ----- | ----- | ----- |
| 300   | ↗798  | ↗1322 | ↗1578 | ↗1851 | ↗2052 | ↗2190 |
| 1914  | 1921  | 1926  | 1939  | 1959  | 1970  | 1979  |
| ↗2678 | ↘2654 | ↘2461 | ↘1181 | ↘985  | ↘843  | ↘684  |
| 1989  | 1996  | 2002  | 2010  | 2021  |       |       |
| ↘594  | ↗617  | ↘566  | ↘517  | ↘435  |       |       |

## Известные уроженцы
В селе родился иосифлянский епископ Краснохолмский, викарий Тверской епархии Сергий (Кудрявцев).